# Banksia saxicola
Banksia saxicola är en tvåhjärtbladig växtart som beskrevs av Alexander Segger George. Banksia saxicola ingår i släktet Banksia och familjen Proteaceae. Inga underarter finns listade i Catalogue of Life.